# Liera
Il Liera è un torrente alpino che scorre nel territorio comunale di Canale d'Agordo.
Nasce nella Valle delle Comelle, ai piedi del Cimon della Pala. Percorre tutta la Valle di Gares e, giunto presso Canale d'Agordo sfocia nel Biois.
Il suo nome compare per la prima volta nell'archivio storico di Belluno, nel 1548.